# Умирай трудно: Денят настъпи
„Умирай трудно: Денят настъпи“ (на английски: A Good Day to Die Hard) е американски шпионски екшън от 2013 г. на режисьора Джон Мур с участието на Брус Уилис в ролята на Джон Макклейн. Това е петият филм от едноименната филмова поредица.

## Сюжет
Внимание:  Текстът по-долу разкрива сюжета на произведението (или части от него)!
Виктор Чагарин, високопоставен руски служител и кандидат за поста министър на отбраната на Русия, планира да повдигне скалъпени обвинения срещу бившия милиардер и политически дисидент Юрий Комаров. Чагарин изисква Комаров да му предаде досие, съдържащо уличаващи материали за Чагарин. Заедно с Комаров в Москва е арестуван сина на Джон Макклейн – Джак, който е служител на ЦРУ, работещ под прикритие в Русия.
Джон Макклейн, офицер от полицията в Ню Йорк, който не е говорил със сина си от няколко години, научава за ареста му и спешно отива в Русия. Когато Джак е изправен пред съда, сградата експлодира, а Джак и Комаров успяват да избягат от ареста. Макклейн среща избягалия си син и скрива него и Комаров в сигурна къща. Партньорът на Джак – Майк Колинс настоява Комаров да разкрие местоположението на файла, за да може ЦРУ да вземе компроматите за Чагарин. Комаров се съгласява да разкрие досието при едно условие: той и дъщеря му ще бъдат отведени от Русия на Запад. Групата попада в засада от привърженици на Чагарин, Колинс е застрелян, а двамата Макклейн и Комаров избягват, отправяйки се към хотела, за да вземат ключа от сейфа, където е файлът. Там се срещат с Ирина, дъщерята на Комаров, но в това време бандити нахлуват в хотела и залавят двамата Макклейн. Оказва се, че Ирина е на страната на бандитите. Джон и Джак успяват да се освободят и убиват някои от бандитите, но Ирина и Комаров отлитат с боен хеликоптер „Ми-24“ до атомната електроцентрала в Чернобил, тъй като там се намира ценният сейф.
Бащата и син Макклейн тръгват на лов за престъпници. Те открадват от московски нощен клуб „Майбах“ с багажник, пълен с автоматични оръжия и гранати, и пристигат в изоставения украински град Припят, разположен близо до атомната електроцентрала в Чернобил. И тогава разбират, че не съществува сейф с „таен файл“. Всъщност Комаров е престъпник, замесен в незаконна търговия с оръжие, и има запаси от оръжеен уран на стойност около 1 милиард евро, скрити в Припят. Макклейн и Джак проникват в трезора и залавят Комаров, който преди това е пристигнал в Припят, но Ирина и няколко бандити идват на помощ на Комаров. Джак преследва Комаров, докато Джон успява да се вмъкне в хеликоптер „Ми-26“, пилотиран от Ирина. Ирина се опитва да защити баща си, като стреля с оръжието на хеликоптера по Джак, но Джон Макклейн дисбалансира хеликоптера и Джак остава невредим. Той се бие с Комаров и го хвърля във въртящите се остриета на хеликоптера, които нарязват Комаров на малки парченца. Ирина се опитва да отмъсти за смъртта на баща си. Хеликоптерът свършва амунициите и тя го насочва към сградата, където са двамата Макклейн. Хеликоптерът се разбива и експлодира заедно с Ирина, но бащата и синът на Макклейн успяват да скочат в голям басейн с вода и да оцелеят.

## Актьорски състав
| Актьор                | Роля                                                                   |
| --------------------- | ---------------------------------------------------------------------- |
| Брус Уилис            | Джон Макклейн – полицейски детектив                                    |
| Джаи Кортни           | Джон „Джак“ Макклейн младши – агент на ЦРУ и син на Джон Макклейн      |
| Себастиан Кох         | Юрий Комаров – руски олигарх и политически затворник                   |
| Юлия Снигир           | Ирина Комарова – съпруга на Юрий                                       |
| Сергей Колесников     | Виктор Чагарин – корумпиран кандидат за министър на отбраната на Русия |
| Мери Елизабет Уинстед | Луси Дженеро-Макклейн – дъщеря на Джон Макклейн                        |
| Коул Хаузър           | Майк Колинс – агент на ЦРУ                                             |
| Алдис Ходж            | лейтенант Фокси                                                        |
| Амори Ноласко         | детектив Мърфи                                                         |
| Мегалин Ечикунвок     | красива репортерка                                                     |
| Паша Личников         | руски шофьор на такси                                                  |
| Роман Лукнар          | Антон                                                                  |

## Снимачен процес
- Това е най-краткият филм от поредицата „Умирай трудно“.
- Макклейн и синът му крадат „Maybach 57“. Това е премиум автомобил на „Daimler AG“, който е спрян от производство през 2013 г. заради загуби.
- Филмът получава изключително негативни отзиви от филмовите критици и се оказва най-лошият във франчайза на „Умирай трудно“. В Rotten Tomatoes той има 14% рейтинг.
- Това е първият франчайз „Умирай трудно“, пуснат в IMAX формат.
- 6-колесният Force Protection Cougar HEV, използван при улични преследвания и катастрофи, е управляван от Zolee Ganxsta (с истинско име Zoltán Zana) – известен унгарски рапър и барабанист. Във филма са използвани четири копия на бронирания камион Cougar HEV. Три от тях са създадени от екипа „Szalay“ и са построени на базата на военния шестколесен камион „ЗИЛ-131“, оборудван с двигател от мощния съветски камиони „Урал“. Четвъртият екземпляр, който е използван за каскади със скок, е произведен в САЩ и задвижван от V10 двигател „Dodge Viper“.
- Единственият филм от поредицата „Умирай трудно“, заснет извън Съединените щати.
- Преди да започнат снимките, Брус Уилис открито заявява, че много би искал да върне към франчайза актрисата Бони Беделия, която изигра ролята на съпругата на Макклейн в „Умирай трудно“ и „Умирай трудно 2“.
- Тонът на звънене на мобилния телефон на Джон Макклейн е „Одата на радостта“ на Лудвиг ван Бетовен – една от основните мелодии във филма на първия филм „Умирай трудно“ (1988).
- Всъщност в „руската банда“ няма нито един руснак. Ролите на бандити се изпълняват от словашки, унгарски, сръбски, украински и дори монголски актьори.
- Брус Уилис е единственият актьор, участвал във всичките пет филма „Умирай трудно“.
- В снимките участва най-големият масово произвеждан хеликоптер в света - „Ми-26“ (по класификацията на НАТО - „Halo“). Този огромен хеликоптер е нает от Министерството на извънредните ситуации на Република Беларус. Цветът на хеликоптера е бил бял, но е пребоядисан камуфлажно за снимките.
- „Пътеводителят на идиота до Москва“, който Макклейн чете, е посочен като написан от Том Карновски. Всъщност Карновски е един от изпълнителните продуценти на филма.
- Това е първият филм от поредицата „Умирай трудно“, в който Джон Макклейн не убива главния злодей.
- Филмът първоначално е режисиран от Ноам Мъро, но той решава да направи друг филм – „300: Възходът на една империя“ (2014). Други варианти за режисьор са Джо Корниш, Джъстин Лин и Николас Уиндинг Рефн.
- Заснемането на стрелба с хеликоптер „Ми-24“ се провежда на военно стрелбище, където майор Петер Симон, командир на унгарската военновъздушна база в Солнок, лично управлява хеликоптера и стреля с автоматични оръдия GS-30-2k (30-мм) и ракети С-8 (80-мм). За постигане на най-реалистичен ефект са използвани бойни патрони, а фонът и целите са насложени по време на монтажа на филма.
- В сцената, в която Джон Макклейн говори с Юрий Комаров за деца, те се облягат на камион с регистрационен номер „н781ьк“. Това е грешка на създателите на филма, тъй като регистрационните номера в Русия използват само 12 букви, които имат аналози в латинската азбука (А, В, Е, К, М, Н, О, Р, С, Т, У, Х).
- Филмът събира в Съединените щати най-малкия боксофис сред всички останали филми от поредицата. Ситуацията обаче е коригирана благодарение на добрите продажби в Южна Корея и Китай.
- Външните изгледи на атомната електроцентрала в Чернобил са заснети близо до самата станция в град Припят. Сцените в „радиоактивния“ трезор са репродукции, заснети в стара съветска въздушна база в Унгария.
- В Обединеното кралство дигиталните копия на филма са доставени в кината с фалшиво заглавие – „Симон казва“.
- Снимките започват в Унгария през април 2012 г., като Будапеща се превръща в Москва. През юли 2012 г. избухва пожар на снимачната площадка по време на заснемане на въздушна каскада и въпреки че никой не е наранен, снимките са подновени след малко забавяне. Военното стрелбище  Heymasker е използвано за стрелба с бойни патрони, а автомобилните каскади са заснети на известната писта за състезания от Формула 1 „Хунгароринг“ в Модьород.
- Оригиналното заглавие на филма е „Умирай трудно 24/7“, но е отхвърлено с мотива, че може да доведе до объркване с телевизионния сериал „24“ (2001).
- Лиъм Хемсуърт, Арън Пол, Джеймс Бадж Дейл, Пол Уокър, Бен Фостър, Шайло Фернандес, Майло Вентимилия, Пол Дано, Стивън Р. Маккуин и Ди Джей Котрона са разглеждани за ролята на сина на Макклейн. Ролята в крайна сметка отива при Джай Кортни.
- В „Умирай трудно 4“ (2007) Луси, дъщерята на Макклейн, го нарича „Джон“, но до края на филма тя го променя на „татко“. В този филм ситуацията е подобна – Джак първоначално нарича баща си „Джон“, но след това започва да го нарича „татко“.
- Частният самолет, който се вижда в края на филма, е „Hawker 400XP“.